# Жданковський
Жданковський (рос. Жданковский) — селище у Убінському районі Новосибірської області Російської Федерації.
Входить до складу муніципального утворення Кожурлінська сільрада. Населення становить 47 осіб (2010).

## Історія
Згідно із законом від 2 червня 2004 року органом місцевого самоврядування є Кожурлінська сільрада.

## Населення
| 2002 | 2007 | 2010 |
| ---- | ---- | ---- |
| 70   | ↗80  | ↘47  |